# Нова-Крус
Нова-Крус (порт. Nova Cruz)  —  муниципалитет в Бразилии, входит в штат Риу-Гранди-ду-Норти. Составная часть мезорегиона Сельскохозяйственный район штата Риу-Гранди-ду-Норти. Входит в экономико-статистический  микрорегион Агрести-Потигуар. Население составляет 36 629 человек на 2006 год. Занимает площадь 277,657 км². Плотность населения — 131,9 чел./км².

## Статистика
- Валовой внутренний продукт на 2003 год составляет 69 642 346,00 реалов (данные: Бразильский институт географии и статистики).
- Валовой внутренний продукт на душу населения на 2003 год составляет 1970,25 реалов (данные: Бразильский институт географии и статистики).
- Индекс развития человеческого потенциала на 2000 год составляет 0,617 (данные: Программа развития ООН).